# فرودگاه بین‌المللی اکسوما
فرودگاه بین‌المللی اکسوما (به انگلیسی: Exuma International Airport) یک فرودگاه همگانی با کد یاتا GGT است که یک باند فرود آسفالت دارد و طول باند آن ۲۱۴۹ متر است. این فرودگاه در کشور باهاما قرار دارد .

## شرکت‌های هواپیمایی و مقصدهای پروازی

### مسافری
| شرکت‌های هواپیمایی   | مقصدهای پروازی             |
| ------------------- | -------------------------- |
| ایر کانادا          | فصلی: پیرسون تورنتو        |
| امریکن ایگل         | میامی فصلی: شارلوت داگلاس  |
| Bahamasair          | لیندن پیندلینگ             |
| IBC Airways         | هوگو چاوز                  |
| دلتا ایرلاینز       | هارتسفیلد-جکسون آتلانتا    |
| دلتا کانکشن         | هارتسفیلد-جکسون آتلانتا    |
| سیلور ایرویز        | فصلی: فورت لادردیل–هالیوود |
| SkyBahamas Airlines | لیندن پیندلینگ             |